# Альфонсо (герцог Галлиера)
Дон Альфонсо де Орлеан-Бурбон и Феррара-Пиньятелли (род. 2 января 1968 года, Санта-Крус-де-Тенерифе) — испанский аристократ, 7-й герцог Галлиера (с 22 августа 1997 года), основатель гоночной команды Racing Engineering.

## Биография
Он родился в Санта-Крус-де-Тенерифе на Канарских островах (Испания). Старший сын дона Алонсо де Орлеан-Бурбона и Пароди-Дельфино (1941—1975), старшего сына инфанта Альваро, 6-го герцога Галлиера (1910—1997), и Эмилии Феррара-Пиньятелли (1940—1999), дочери Виченцо Феррары-Пиньятелли и Франчески Пульчи-Дория.
В сентябре 1975 года семилетний Альфонсо лишился своего отца. В августе 1997 года после смерти своего деда, инфанта Альваро де Орлеан-Бурбона, герцога Галилера, Альфонсо де Орлеан-Бурбон унаследовал титул 7-го герцога Галлиера. Несмотря на то, что он был потомком принцессы Беатрисы Саксен-Кобург-Готской, внучки королевы Великобритании Виктории, Альфонсо, будучи католиком, не был включен в порядок наследования британского королевского престола.
В 1994 и 1995 годах Альфонсо де Орлеан-Бурбон участвовал в автомобильных гонках 24 часа Ле-Мана, заняв четвертое место в классе GT2 в своем дебюте 1994 года. Альфонсо является президентом испанской гоночной команды Racing Engineering, созданной в 1999 году.

## Брак и семья
28 марта 1994 года Альфонсо женился на бельгийке Веронике Гоэдерс (род. 16 ноября 1970), дочери Жан-Мари Годерс и Анн-Мари Грожан. После семи лет брака они развелись в 2001 году. У них был один ребенок:
- Дон Алонсо Хуан де Орлеан-Бурбон и Гоэдерс (род. 15 июля 1994, Париж).